# Budapest XIX. kerülete
Budapest XIX. kerülete – Kispest 1950. január 1-jével jött létre az addig önálló megyei városból, Kispestből, melyet akkor számos más Budapest környéki településsel együtt Budapesthez csatoltak.

## Leírása, története
1950-ben csatolták Kispest városát Budapesthez, mint Budapest XIX. kerületét. A lakásínség enyhítésére, korszerűsítésére 1949–1964 között megépült az „Élmunkás” lakótelep, majd 1971 és 1989 között épült a kerület központjában található lakótelep. A kerülethez Budapest két városrésze tartozik, Kispest és Wekerletelep. Az önkormányzati dokumentumokban rendszeresen a következő felosztás szerinti városrészek is szerepelnek: Wekerletelep, Kispest Lakótelep, Kispest Kertváros, Felső-Kispest, Hagyományos Kispest.
Kispest új központja az Üllői út (akkor Vörös Hadsereg útja) két oldalán alakult ki. A metró harmadik vonalának 1980-as kiépítését követően a belváros és a kerület között gyors és közvetlen kapcsolat jött létre. A főváros általános rendezési terve egyrészt ennek köszönhetően, másrészt a település erre alkalmas jellegének következtében itt jelölte ki a dél-pesti városközpont helyét. Az Üllői út mentén összesen 125 hektár területen, lebontásra került 4076 lakás, melynek helyén a hagyományos kertvárosi környezetbe nem illeszkedő 12100 darab panellakás 1971-1989  épült fel, öt és tizenegy szintes házgyári építményekben. A Kossuth téri piac mellett 1985-ben adták át a Kispest Áruházat. Az 1990 utáni fejlesztési programoknak köszönhetően az aszfaltozott utak és a csatornázottság aránya csaknem 100%-ra emelkedett, és teljessé vált a telefon és a kábeltelevízió hálózat kiépítettsége is.
A fejlődés az elmúlt években is folyamatos volt, Kispest területén megépült két modern bevásárlóközpont (Shopmark, KöKi Terminál).

## Népesség
A XIX. kerület lakónépessége 2022. október 1-jén 56 507 fő volt, ami Budapest össznépességének 3,4%-át tette ki. A 2011-es népszámlálás óta 2548 fővel csökkent a kerület lakosság száma. Ebben az évben az egy km²-re jutó lakók száma, átlagosan 6024 ember volt. A XIX. kerület népesség korösszetétele igen kedvezőtlen. 2022-ben a kerület lakónépességének a 13%-a 14 évnél fiatalabb, míg a 65 éven felülieké 23% volt. 2021-ben a férfiaknál 72,5, a nőknél 78,5 év volt a születéskor várható átlagos élettartam. A legmagasabb befejezett iskolai végzettség szerint az érettségi végzettséggel rendelkezők élnek a legtöbben a kerületben 19 662 fő, utánuk következő nagy csoport a diplomával rendelkezők 14 363 fővel. 2022-ben a 6 évnél idősebb népesség 88,4%-nál volt internet elérési lehetősége. A népszámlálás adatai alapján a kerület lakónépességének 13,1%-a, mintegy 7409 személy vallotta magát valamely kisebbséghez tartozónak. A kisebbségek közül vietnámi, német és ukrán nemzetiségűnek vallották magukat a legtöbben.
A 19. század utolsó harmadában a XIX. kerület lakosságszáma egyenletesen növekedett, majd 1900-tól dinamikusan nőni kezdett a népesség, egészen 1930-ig. A második világháború következtében a kerület a lakosságának a 4,2%-át veszítette el. A háború után kisebb ingadozásokkal, de a 70-es évekig stagnál a kerület lakosság száma. A legtöbben 1990-ben éltek a kerületben 72 838 fő. A 90-es évektől, egészen napjainkig csökken a kerület népességszáma, ma már kevesebben laknak a XIX. kerületben, mint 1930-ban. Kispest népessége a rendszerváltozás óta, a főváros többi kerületéhez hasonlóan csökkenő tendenciát mutat. Ez egyrészt a demográfiai folyamatokkal, másrészt az agglomerációba irányuló migrációval magyarázható. A legtöbb kerületi lakos (a teljes lakónépesség közel fele) a Lakótelep városrész tízemeletes panelépületeiben él, a kerület népsűrűsége ezen a területen a legmagasabb. A Kertváros területi kiterjedése jóval nagyobb, azonban az alacsonyabb népsűrűség miatt a városrész lélekszáma elmarad a Lakótelepétől. A Wekerle-telep közel 11 ezer embernek ad otthont. A Kereskedelmi övezet alig több mint ezer lakosával kerületi viszonylatban nagyon ritkán lakott, mivel elsősorban nem lakófunkciójú városrész. A lakható terület nagyságát ezen a területen jelentős mértékben csökkenti még a határán található véderdő is. A lakónépesség életkori megoszlását tekintve megállapítható, hogy a városrészek közül a Lakótelepen a legmagasabb az aktív korú népesség aránya, míg a Wekerle-telepen lakik a legtöbb idős ember.
A 2022-es népszámlálási adatok szerint a magukat vallási közösséghez tartozónak valló XIX. kerületiek túlnyomó többsége római katolikusnak tartja magát. Emellett jelentős egyház a kerületben, még a református.

## Politika

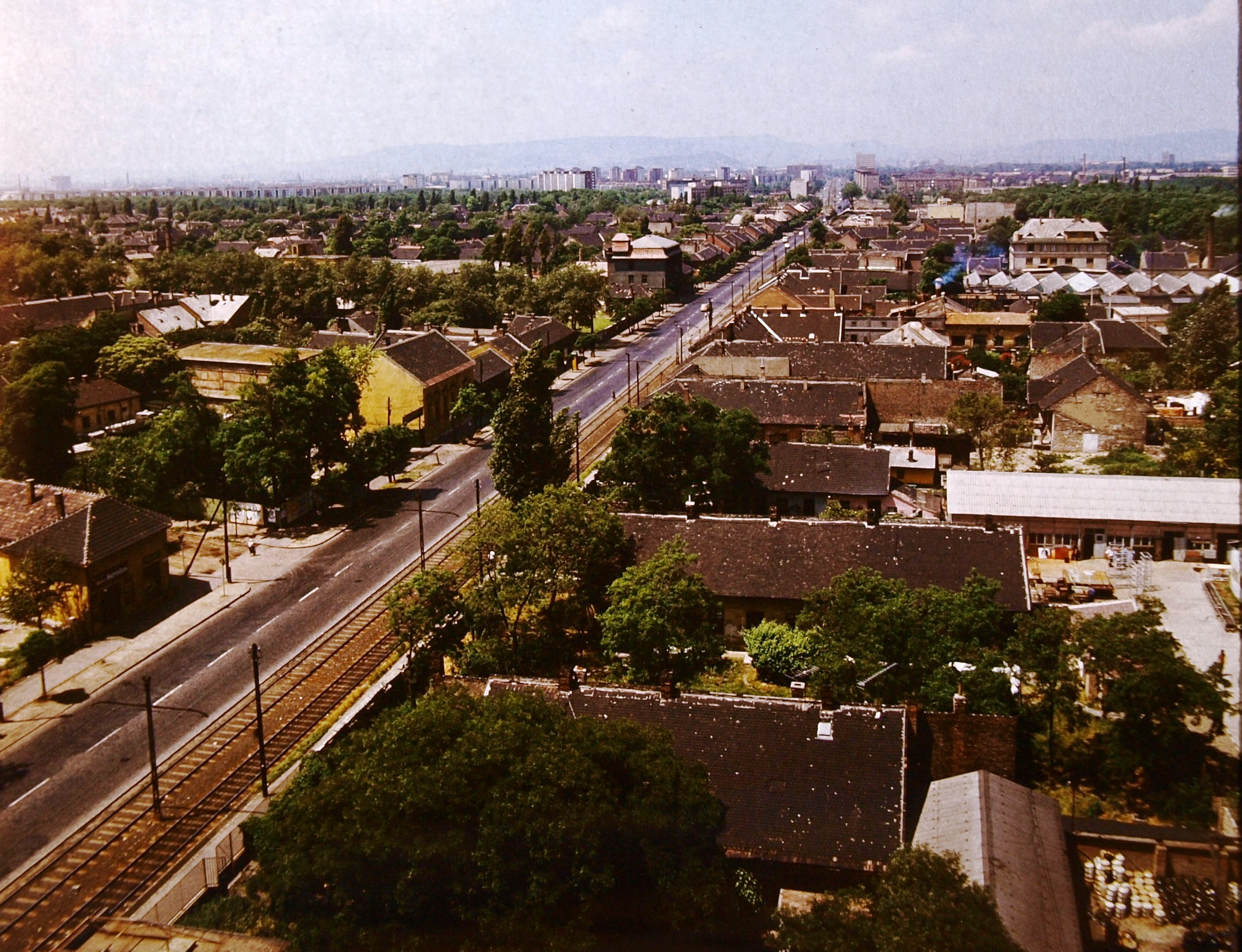
Az Üllői út kispesti szakasza a Határ úti csomópont után, az átépítés előtt. Baloldalt középen a Tűzoltóság régi épülete (még nincs meg a hozzáépítés), előtérben a jobbra lévő házak lebontva, jelenleg autókereskedés. A háttérben a József Attila-lakótelep házai magasodnak.

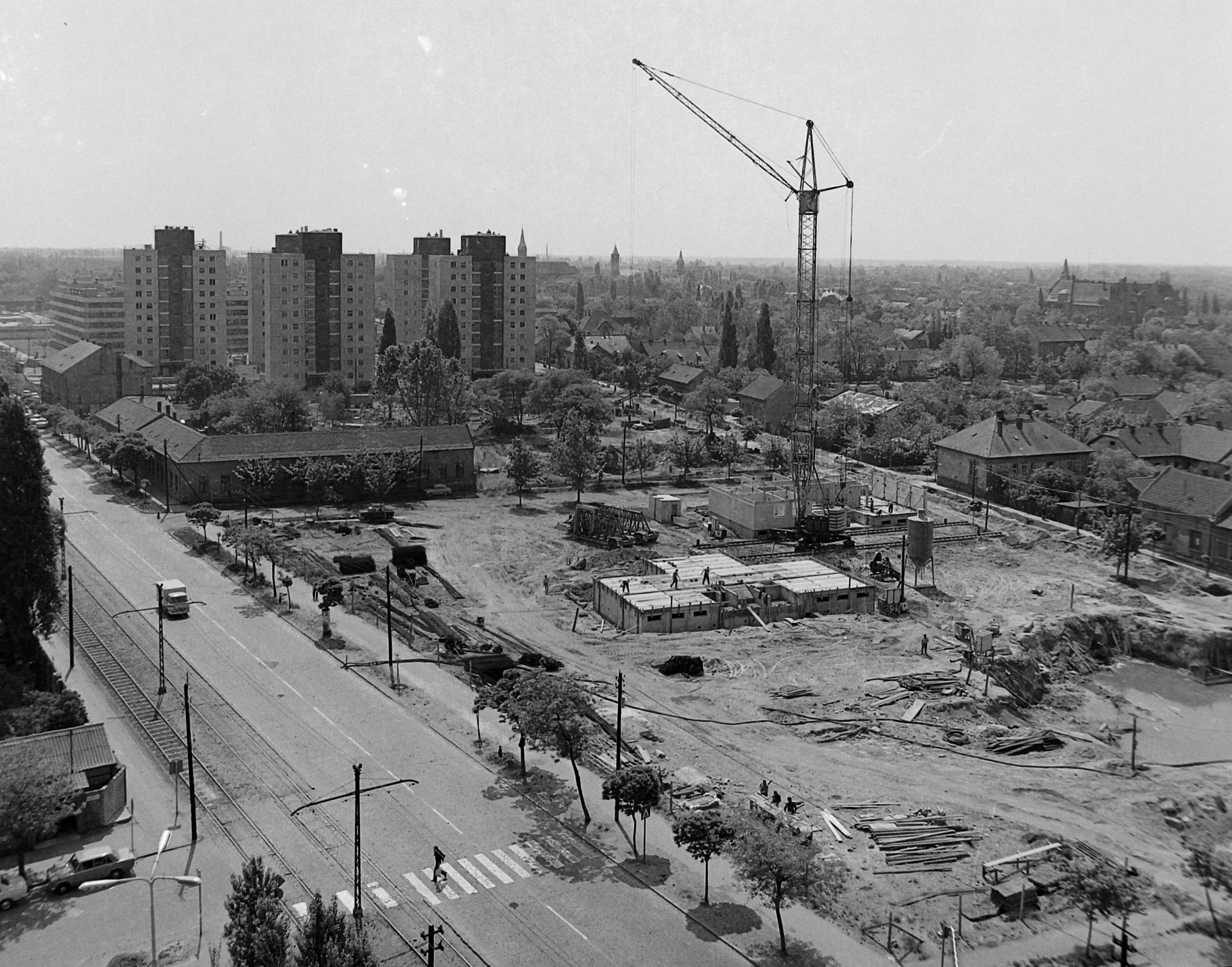
Épül a kispesti lakótelep

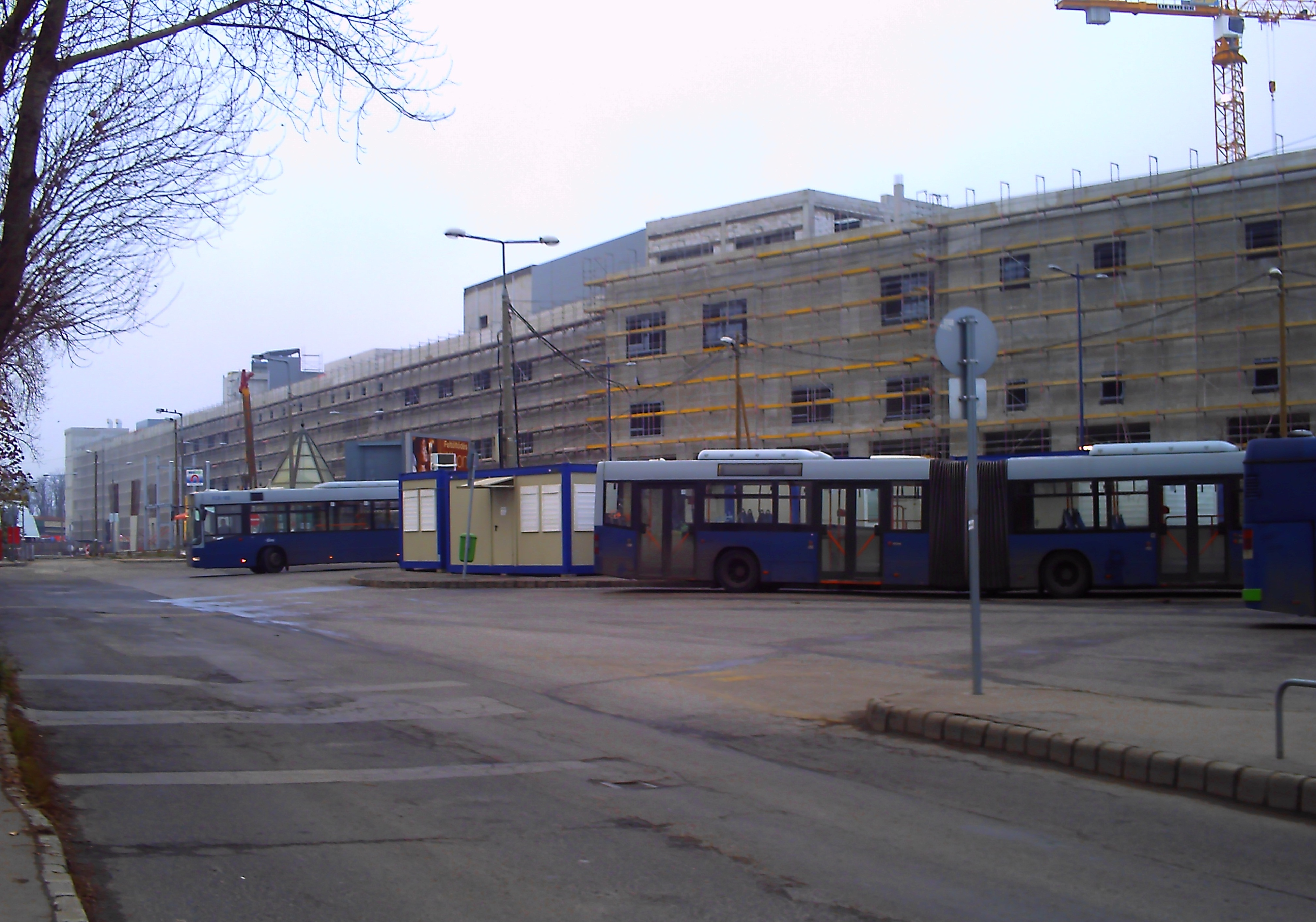
Épül a Kőbánya-Kispest terminál

### Polgármesterei
A szocialista időkben a kerület vezetője a tanácselnök címet viselte.
| Terminus  | Név                         | Jelölő szervezet(ek)                | Megjegyzések |
| --------- | --------------------------- | ----------------------------------- | ------------ |
| ?         | dr. Válya Gyula             |                                     |              |
| 1947–?    | id. Nyers Rezső             |                                     |              |
| 1990–1994 | Lévay Levente               | SZDSZ                               |              |
| 1994–1998 | Zupkó Gábor                 | Polgári Kerekasztal–Fidesz–KDNP–MDF |              |
| 1998–2002 | Timár Béla                  | Fidesz–FKgP–MDF–MKDSZ–PKKW          |              |
| 2002–2006 | Steinerné dr. Török Katalin | MSZP–SZDSZ                          |              |
| 2006–2010 | Gajda Péter                 | MSZP–SZDSZ                          |              |
| 2010–2014 | Gajda Péter                 | MSZP                                |              |
| 2014–2019 | Gajda Péter                 | MSZP                                |              |
| 2019–2024 | Gajda Péter                 | Momentum–DK–MSZP–Párbeszéd–LMP      |              |
| 2024–     | Gajda Péter                 | DK-Momentum-MSZP-Párbeszéd-LMP      |              |

### A 2024-es önkormányzati választás eredménye
- A polgármester-választás eredménye[18]

| Jelölt neve      | Jelölő szervezet(ek) | Jelölő szervezet(ek)                                    | Szavazatok száma | Szavazatok aránya |
| ---------------- | -------------------- | ------------------------------------------------------- | ---------------- | ----------------- |
| Gajda Péter      |                      | DK – Momentum – MSZP – Párbeszéd- ZÖLDEK – LMP – Zöldek | 14 918           | 56,75%            |
| Dódity Gabriella |                      | Fidesz – KDNP                                           | 9278             | 35,30%            |
| Egyed András     |                      | Mi Hazánk                                               | 2091             | 7,95%             |
| Összesen         |                      |                                                         | 26 287           | 100%              |

- A képviselőtestület-választás eredménye[19]

| Párt | Párt                                                    | Mandátumok | Képviselő-testület | Képviselő-testület | Képviselő-testület | Képviselő-testület | Képviselő-testület | Képviselő-testület | Képviselő-testület | Képviselő-testület | Képviselő-testület | Képviselő-testület | Képviselő-testület | Képviselő-testület | Képviselő-testület |
| ---- | ------------------------------------------------------- | ---------- | ------------------ | ------------------ | ------------------ | ------------------ | ------------------ | ------------------ | ------------------ | ------------------ | ------------------ | ------------------ | ------------------ | ------------------ | ------------------ |
|      | DK – Momentum – MSZP – Párbeszéd- ZÖLDEK – LMP – Zöldek | 13         | P                  |                    |                    |                    |                    |                    |                    |                    |                    |                    |                    |                    |                    |
|      | Fidesz – KDNP                                           | 4          |                    |                    |                    |                    |                    |                    |                    |                    |                    |                    |                    |                    |                    |
|      | MKKP                                                    | 1          |                    |                    |                    |                    |                    |                    |                    |                    |                    |                    |                    |                    |                    |

## Díszpolgárai
- Ribényi Antal (1990)
- Puskás Ferenc (1991)
- Zsák Péter (1991)
- Győri Ottmár (1991)
- Barei Gyula (1992)
- Fehér Gyula (1992)
- Papp Endre (1992)
- Tichy Lajos (1992)
- Varjú Kálmán (1995)
- Hegedűs László (1995)
- Szilágyi Lajos (1996)
- id. Szeidel István (1996)
- Wekerle Sándor (1996)
- Hazslinszky Frigyes
- Varga Imre (1996)
- Kóczán László (1996)
- Dr. Ablonczy Dániel (1997)
- Dávid Miklós (1997)
- Hefter József (1997)
- Dauner János (1999)
- Linhardt Antal (1999)
- Vénusz Gyula  (1999)
- Drenyovszky Irén (2000)
- id. Somorjai József (2000)
- Tábori Sándor (2000)
- Katus László (2001)
- Medgyes Lászlóné (2001)
- Harasztÿ István (2002)
- Petrusz Tibor (2002)
- Sebestyén Péter (2002)
- Kocsis József (2003)
- Koroly Tivadar György (2003)
- Bánsági József és Bánsági Józsefné (2004)
- Kovács László (2004)
- Nagy Mihály (2004)
- Arany-Tóth Zoltán (2005)
- Bárdy György (2005)
- Kovács Ignác (2005)
- Jókai Anna (2006)
- Kováts Miklós (2006)
- Sebestyén Márta (2006)
- Bangó Margit (2007)
- Bihari Sándor (2007)
- Szabó Kálmán (2007)
- Ablonczy Zsolt (2008)
- Ambrusek István (2008)
- Dr. Hegyi Gabriella (2009)
- Dr. Káldy Mária (2009)
- Dr. Lélfay Botond (2009)
- Dr. Drenyovszky Kálmán (2010)
- Dr. Pella László (2010)
- Török Gyula (2010)
- Dr. Gerhardt Márta (2011)
- Kaposi Gergely (2011)
- Nagy Tamás (2011)
- Balázs Dénesné (2012)
- Széll Bulcsú (2012)
- Szigetvári Györgyné (2012)
- Béres Ilona (2013)
- Martincsevics György (2013)
- Csukás Irén (2014)
- Somogyi Lászlóné (2014)
- Nikmond Beáta (2015)
- Dr. Istvánfi Sándor (2015)
- Dr. Balogh Pál (2016)
- Szilágyi Mihályné Katona Olga (2017)
- Zupkó Gábor (2018)
- Gábor Ilona (2018)
- Fóris Kálmán (2018)
- Dr Vargha Péter (2019)
- Dr Bálint György (2019)
- Romhányi András (2019)

## Millenniumi Évek Kispest Posztumusz Díszpolgárai
2000-ben az önkormányzat Millenniumi Évek Kispest Posztumusz Díszpolgára címet alapított. A cím alapításáról a magyar államiság 1000. és a kereszténység 2000. évfordulóján határozott a Kispesti Önkormányzat képviselő-testülete.
- Bencsik Gyula (1898–1986) építőmester (2000)
- Berczelly Imre (1916–1956) honvéd huszár hadnagy (2000)
- Bogdán Gyula (1889–1953) (2000)
- Bozsik József (1925–1978) labdarúgó (2000)
- Brandtner Pál (1865–1940) (2000)
- Dr. Jahn Ferenc (1902–1945) (2000)
- Jámbor László (1874–1963) (2000)
- Kós Károly (1883–1977) építész, festő, grafikus és író (2000)
- dr. Molnár József (1888–1968) (2000)
- id. Nyers Rezső (1898–1956) (2000)
- Winkler József (1889–1958) (2000)
- Madarassy László (1840–1893) (2000)
- dr. Válya Gyula Antal (1889–1960) (2000)
- Hybl József (1988–1945) szobrász (2001)
- Petri Miklós ( ?? - ?? ) (2001)
- Dr. Rózsa Lajos (1887–1963) (2001)
- Stowasser Ferenc ( ?? - ?? ) (2001)
- Tersánszky Józsi Jenő (1888–1969) író (2001)
- Varga Károly (1918–2001) (2001)

|-
|
|}

## Hitélet

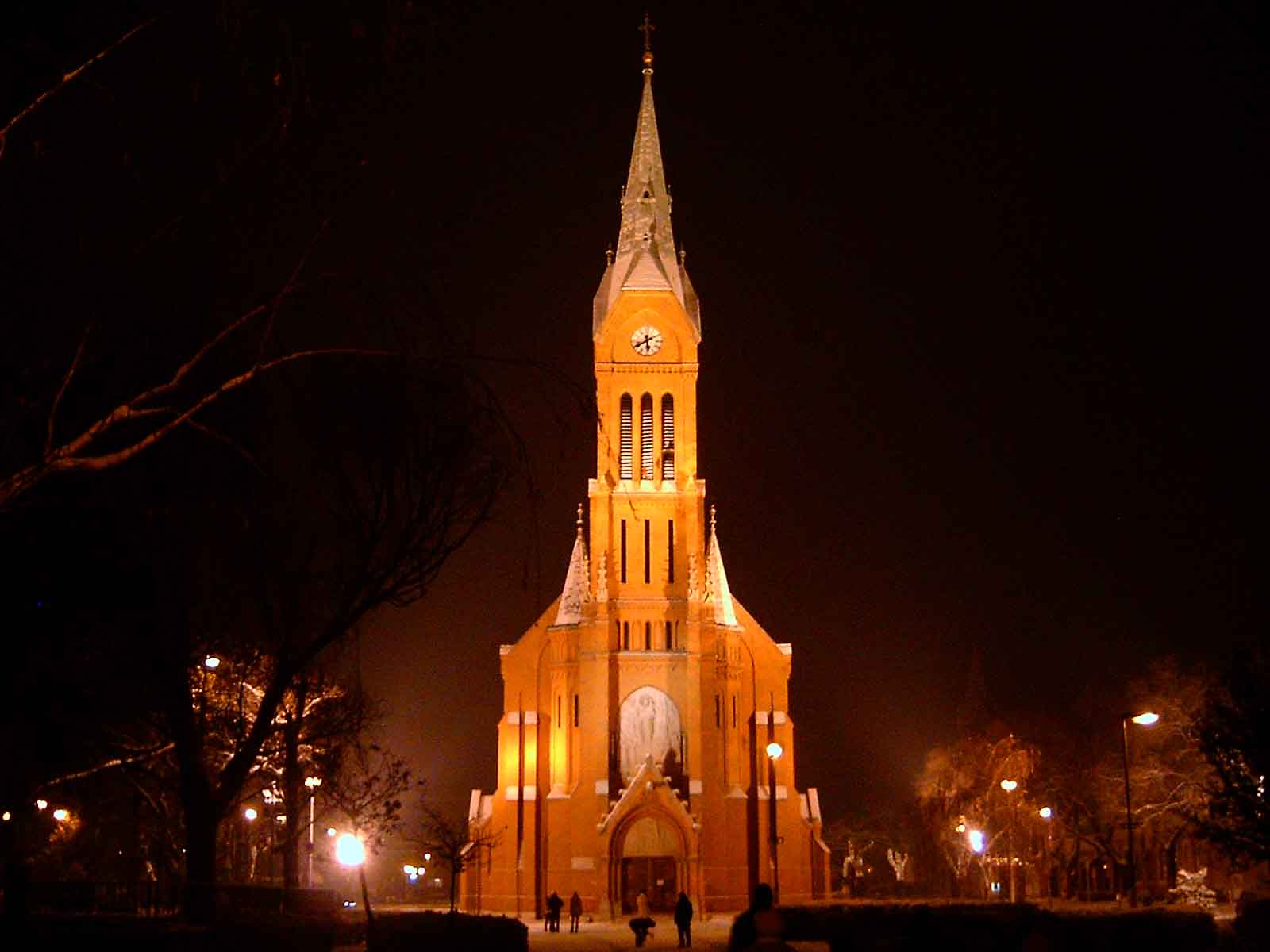
Kispesti Nagyboldogasszony Római Katolikus Templom este

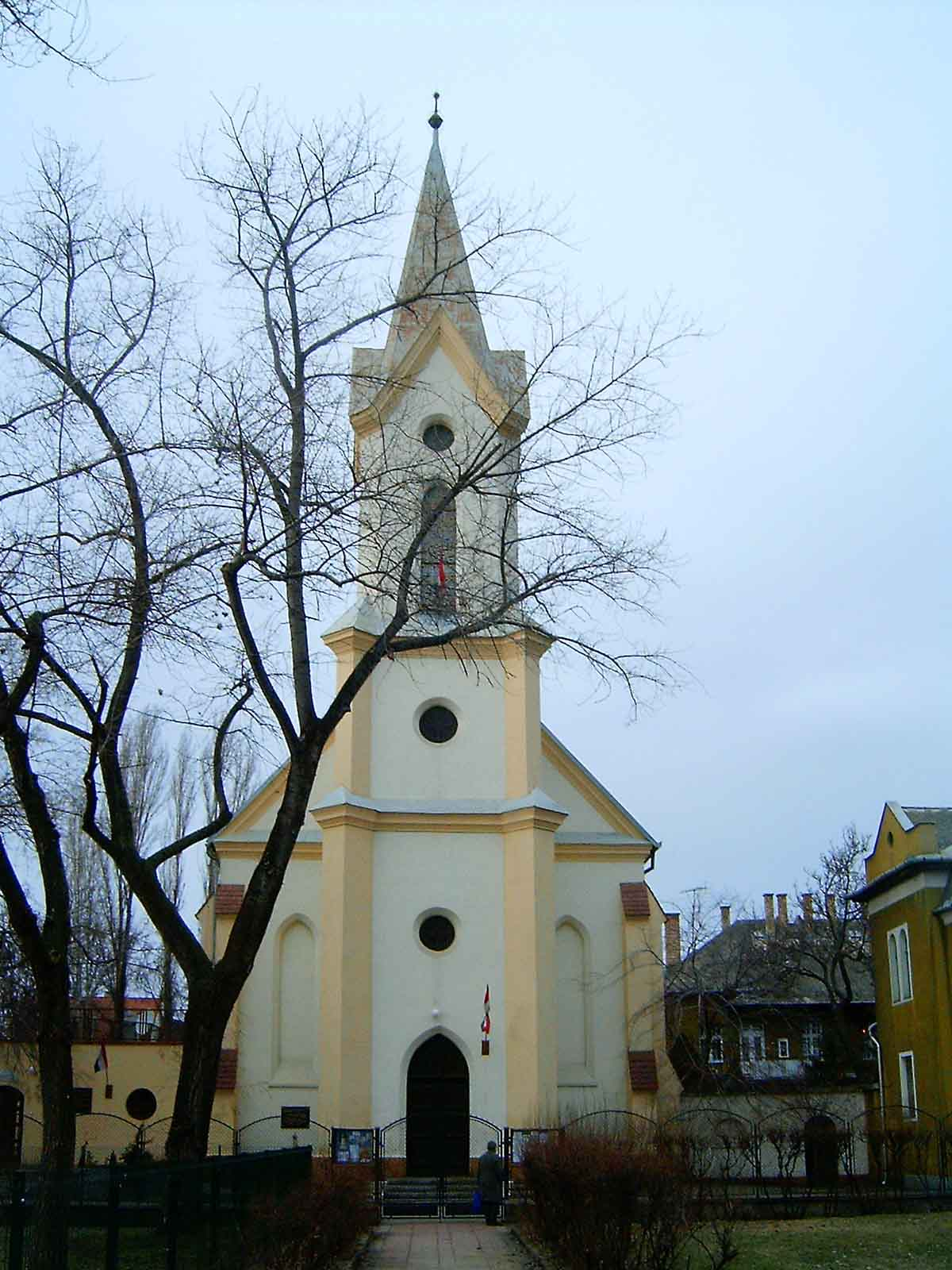
Kispesti Központi Református Templom

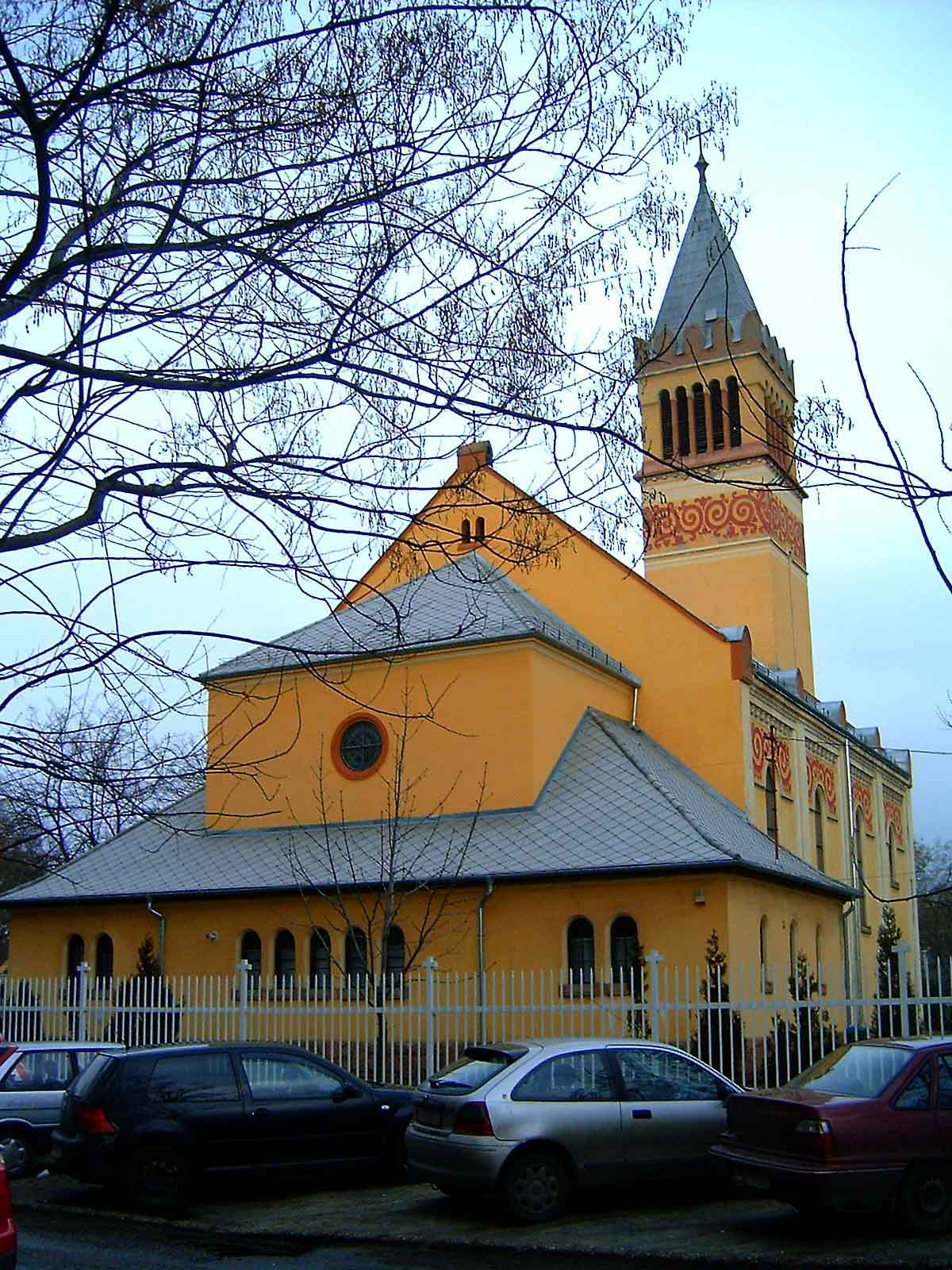
Kispesti Evangélikus Templom

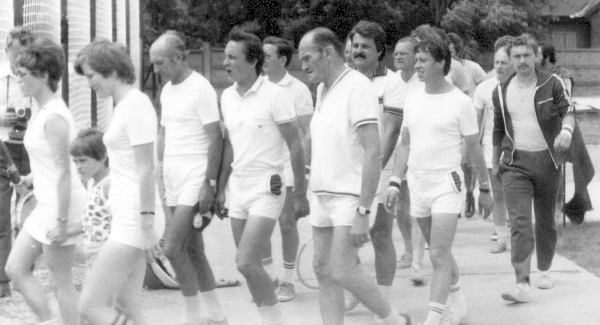
Zoltán utcai sportpálya avatása 1978-ban

- Kispesti Nagyboldogasszony Főplébánia
- Budapest-Kispest Görögkatolikus Kápolna és Parókia
- Kispest Központi Református Egyházközség
- Kispest-Rózsatéri Református Egyházközség
- Wekerlei Református Egyházközség
- Jézus Szíve Plébánia
- Kispest Wekerle-telepi Szent József Plébánia
- Kispesti Evangélikus Egyház
- Magyarországi Baptista Egyház - Kispest I. gyülekezet
- Magyarországi Baptista Egyház - Kispest II. gyülekezet
- Magyarországi Evangéliumi Testvérközösség
- Magyarországi Új Apostoli Egyház
- Budapesti Zsidó Hitközség Kispest-Lőrinc Körzete

## Kultúra és művelődés
KMO Művelődési Központ és Könyvtár  (1191 Budapest, Teleki u. 50.)       
- Kispesti Helytörténeti Gyűjtemény (1191 Budapest, Csokonai u. 9)
- Kispesti Kaszinó (1191 Budapest, Fő utca 42. )
- F20 - Ifjúsági és Prevenciós Klub  (1191 Budapest, Fő utca 20. )
- KMO Mozgásműhely (1191 Budapest, Szabó Ervin utca 4. )
- Nagy Balogh János Kiállítóterem (1191 Budapest, Ady Endre út 57.)

Wekerlei Kultúrház és Könyvtár  
FSZEK kispesti könyvtára  
Fodrász Múzeum – 1194 Bp., Ady E. út 97-99. /Csinszka lakópark/
Nyitva: kedd és csütörtök 14-18-ig, szombat 9-13-ig, tel.: 06-20/942-6878
Helytörténet  
Humánszolgáltatási és Szociális Iroda (polgármesteri hivatal)

## Múzeumok, kiállítóhelyek, látnivalók
- Kispesti Helytörténeti Gyűjtemény (1191 Budapest, Csokonai utca 9.)
- Nagy Balogh János Kiállítóterem (1191 Budapest, Ady Endre út 57.)
- 1960. Kispesti Felszabadulási emlékmű (Bp. XIX. (volt) Lenin tér) Tervező: Dávid Károly Szobrász: Tar (Theisz) István

## Sportélete
- A kerülethez kötődő labdarúgócsapat a Budapest Honvéd FC (korábban Kispesti AC, Budapesti Honvéd, Kispest-Honvéd).

Magyarország negyedik legsikeresebb labdarúgócsapata (14-szeres bajnok) a Fradi, az MTK, és az Újpest után. Mellesleg Puskás Ferenc is kiemelkedő focistánk, aki nem itt született, de a jelenlegi Bozsik stadionban kezdte pályafutását.
- Itt működik a Zoltán utcai sporttelep.
- A kerület női kézilabda csapata, a Kispest NKK, az elmúlt években az NB I/B keleti csoportjának meghatározó együttesévé vált. A 2013/14. évi bajnokságban bronzérmet szerzett, majd 2015/16-ban a bajnok Kisvárdával azonos pontszámmal második lett és ennek köszönhetően a 2016/17. bajnoki évben történetében először az NB I-ben kezdhette meg szereplését. Az első osztályban nem tudott megkapaszkodni a csapat, a 14. helyen végezve esett ki.

## Fontosabb közterületek
- Nagykőrösi út
- Puskás Ferenc utca
- Ady Endre út, korábban Sárkány utca
- Határ út (csomópont)
- Kőbánya-Kispest, az M3-as metróvonal déli végállomása
- Üllői út
- Kispesti Kossuth téri piac

## Testvérvárosai
- Krzeszowice  Lengyelország
- Szmoljan  Bulgária
- Vrbovec  Horvátország
- Vágsellye  Szlovákia
- Zombor  Szerbia
- Pendik  Törökország
- Tasnád  Románia[20]
- Dolceacqua  Olaszország
- Pándorfalu  Ausztria
- Gaggenau  Németország
- Avilés  Spanyolország

## Képgaléria

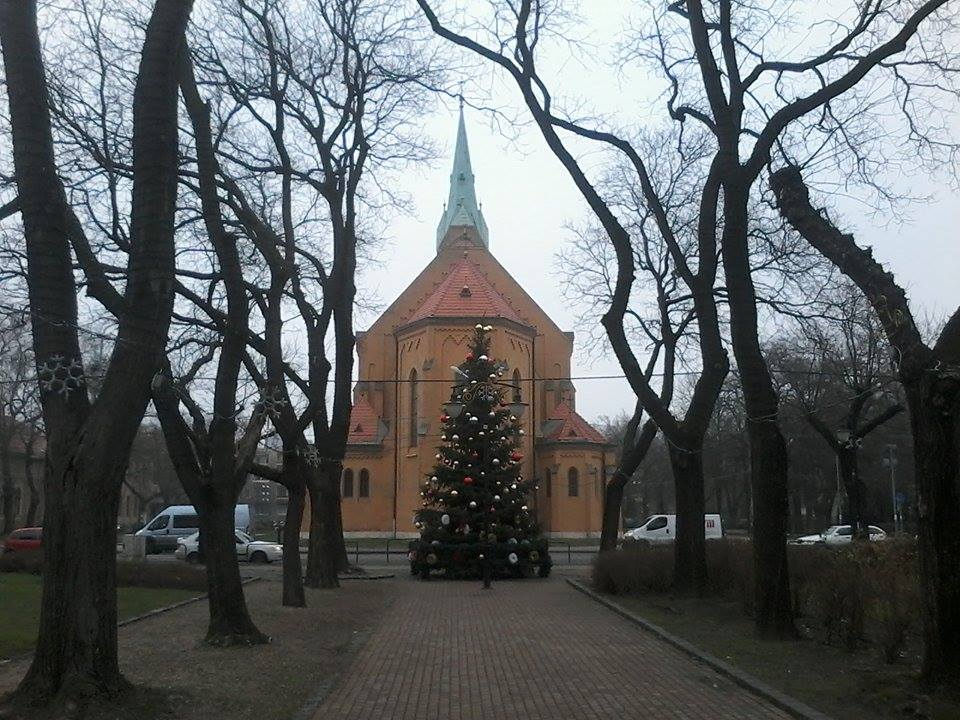
A Templom tér decemberben
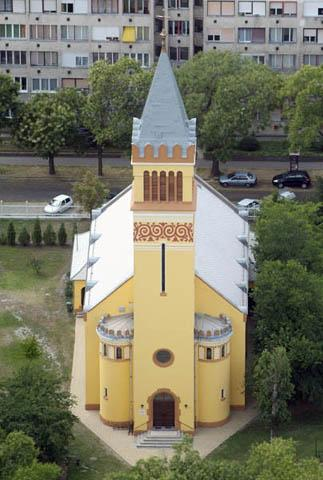
Az evangélikus templom légifotón
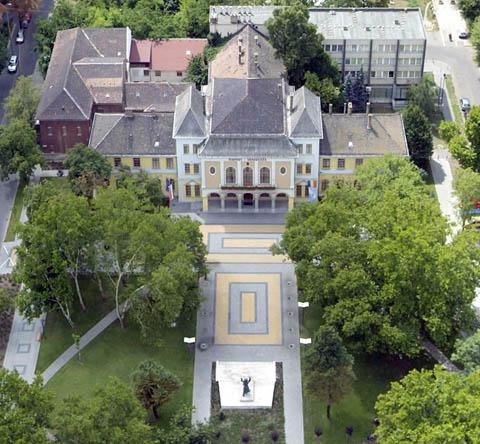
Városház tér
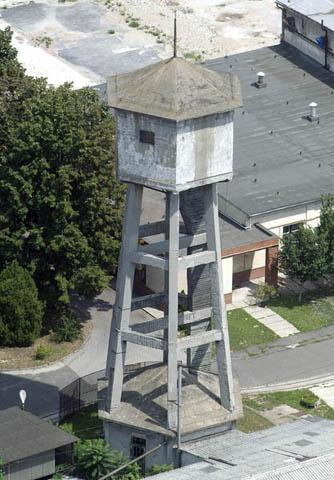
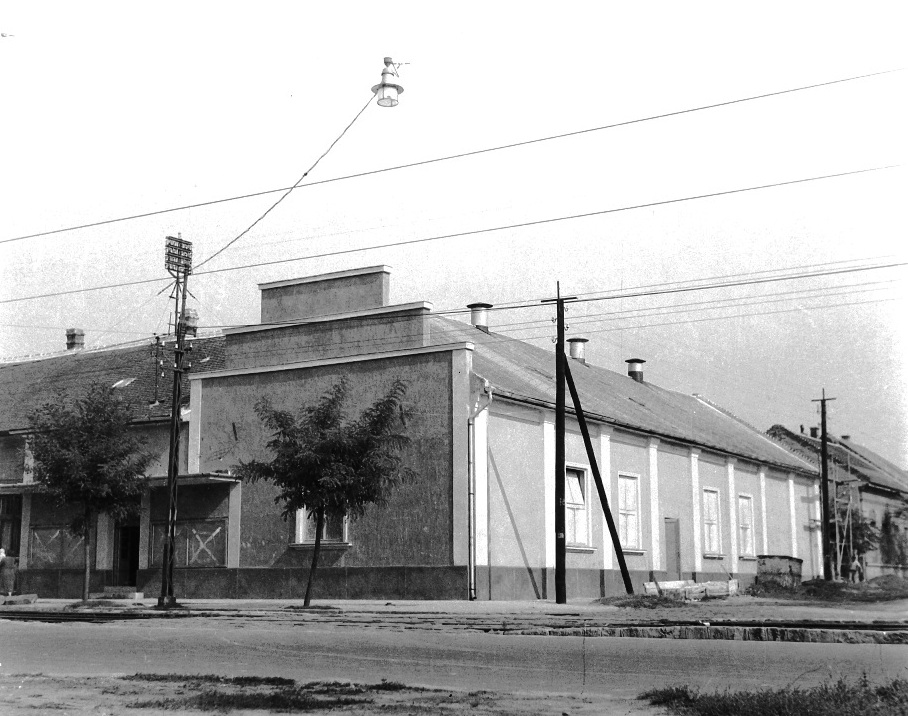
Az EKM gyár volt kultúrháza. Időközben lebontásra került a kispesti rekonstrukció során
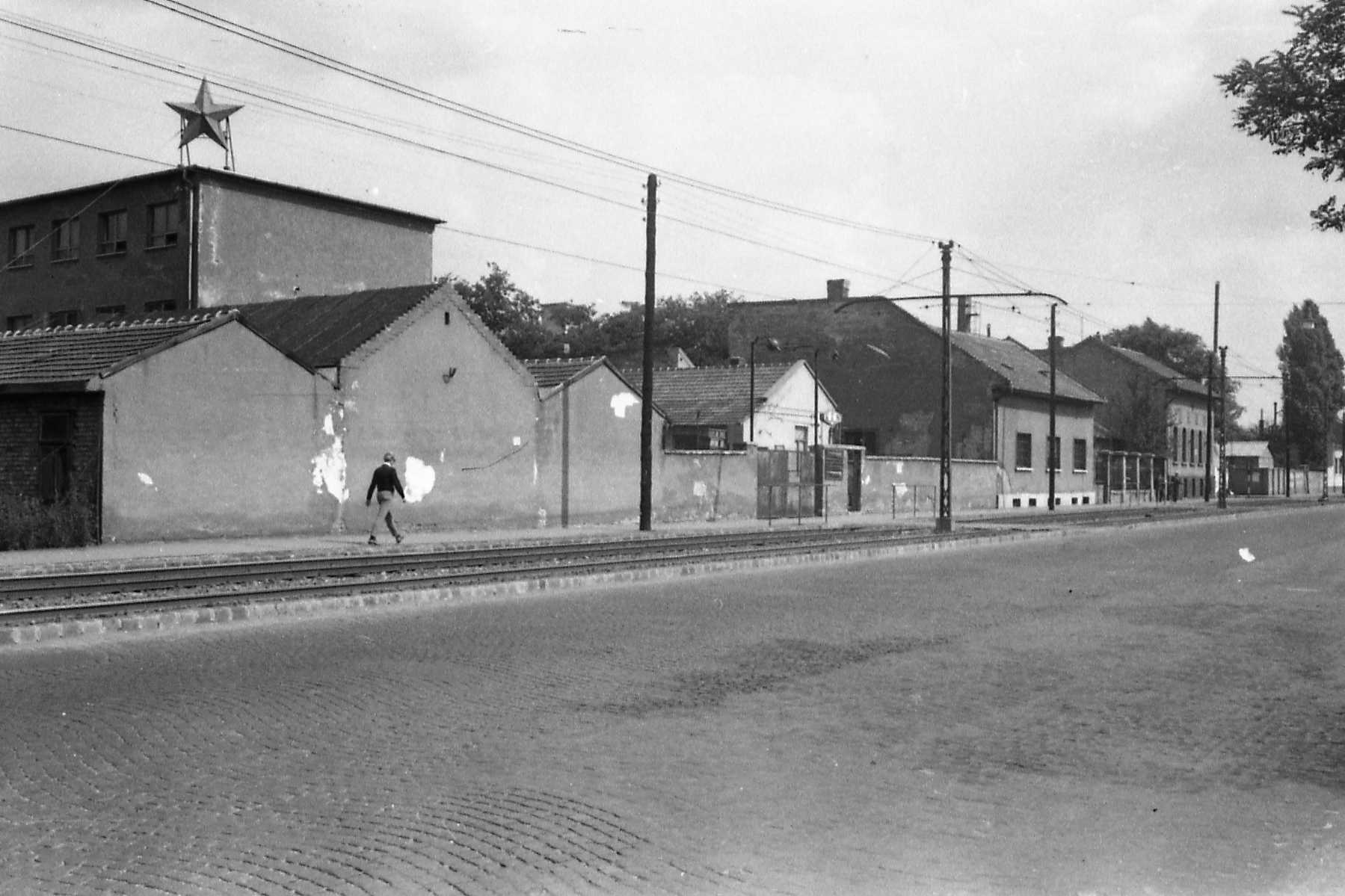
Az EKM gyár az 1960-as években. A kép jobb oldalán a Földváry utca torkolata.
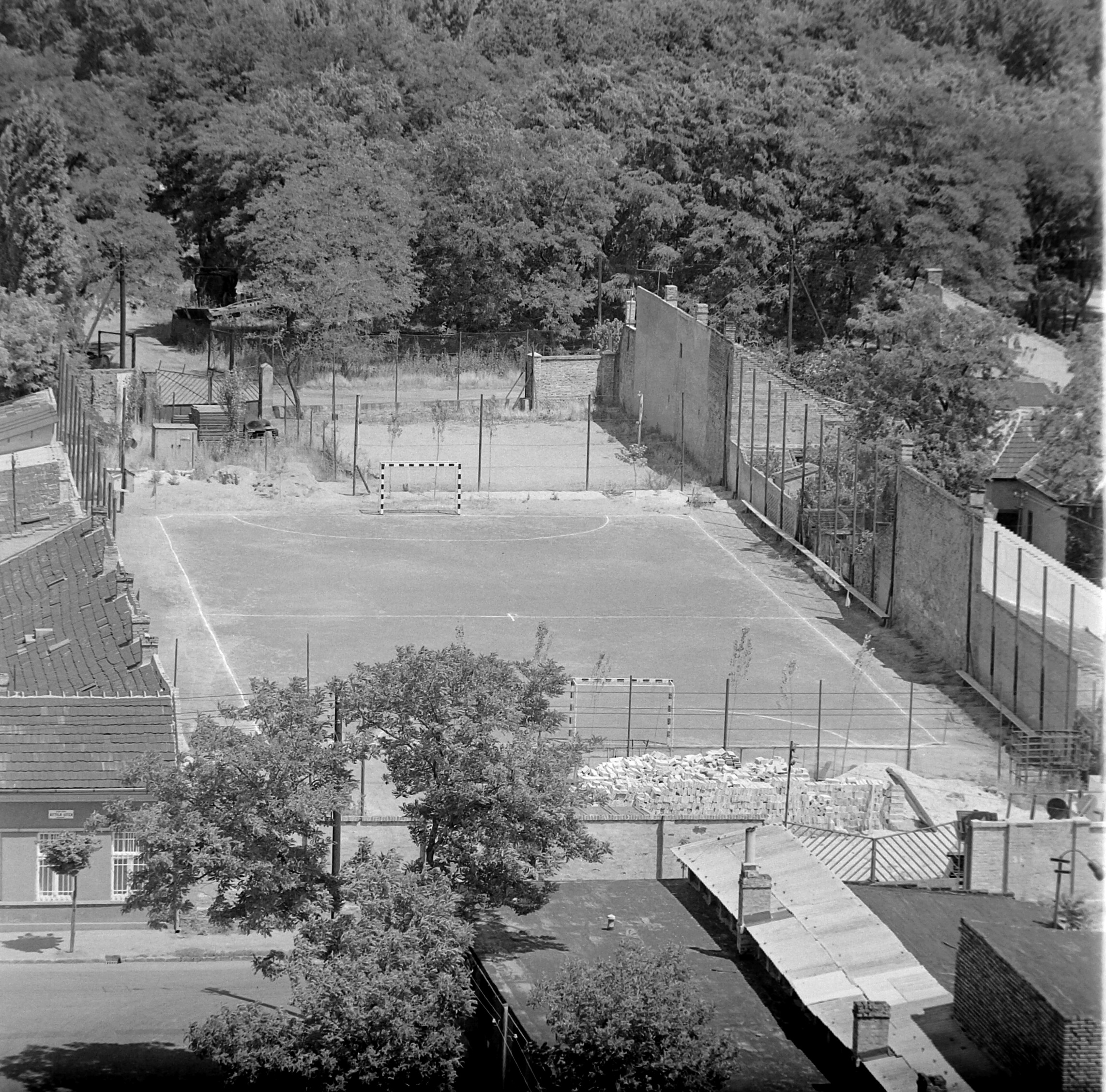
Budapest XIX. Attila utca és Földváry utca sarok. Az EKM gyár sportpályája. Jelenleg autókereskedés.
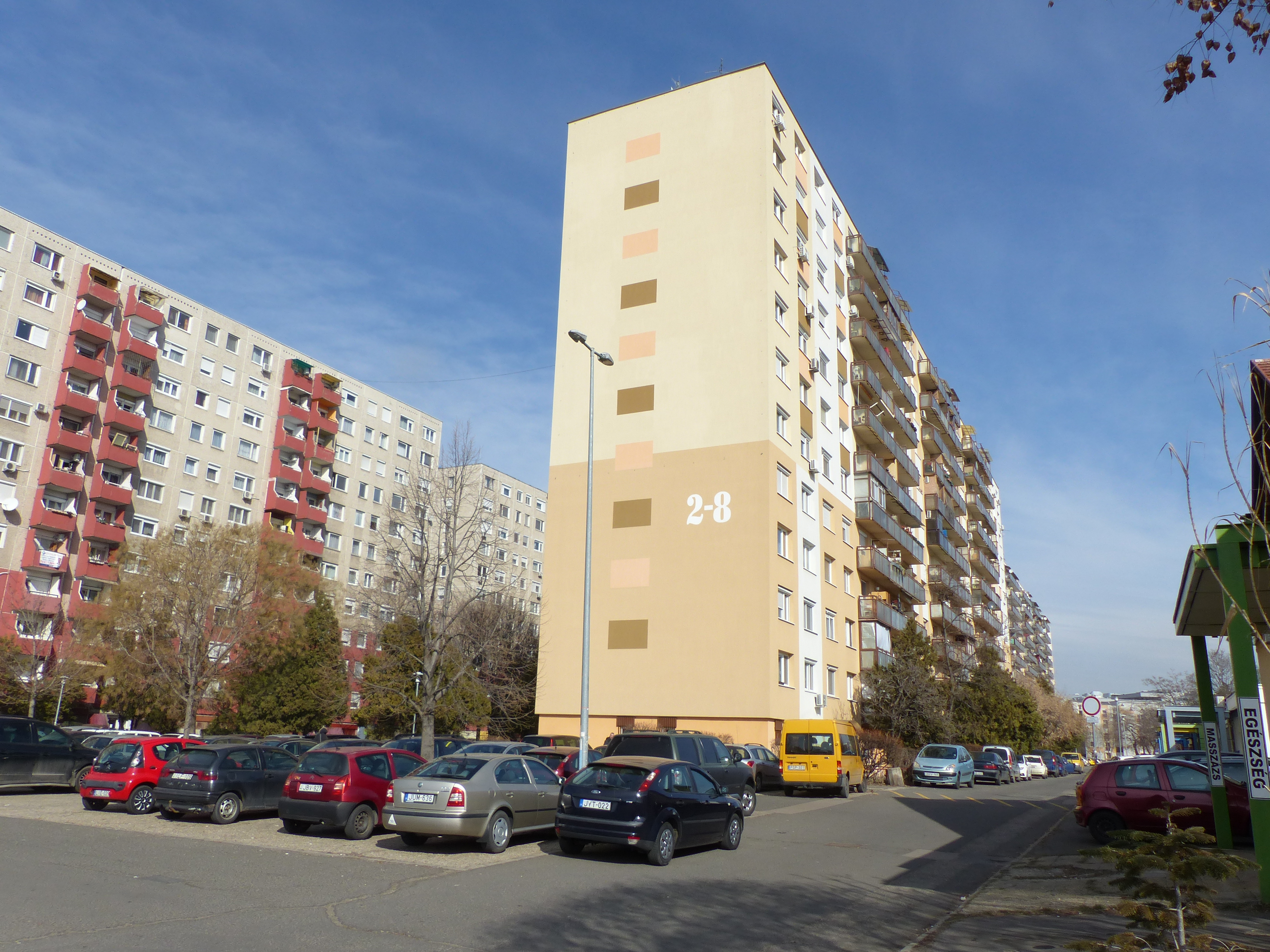
Felújított panelház az Eötvös utcában
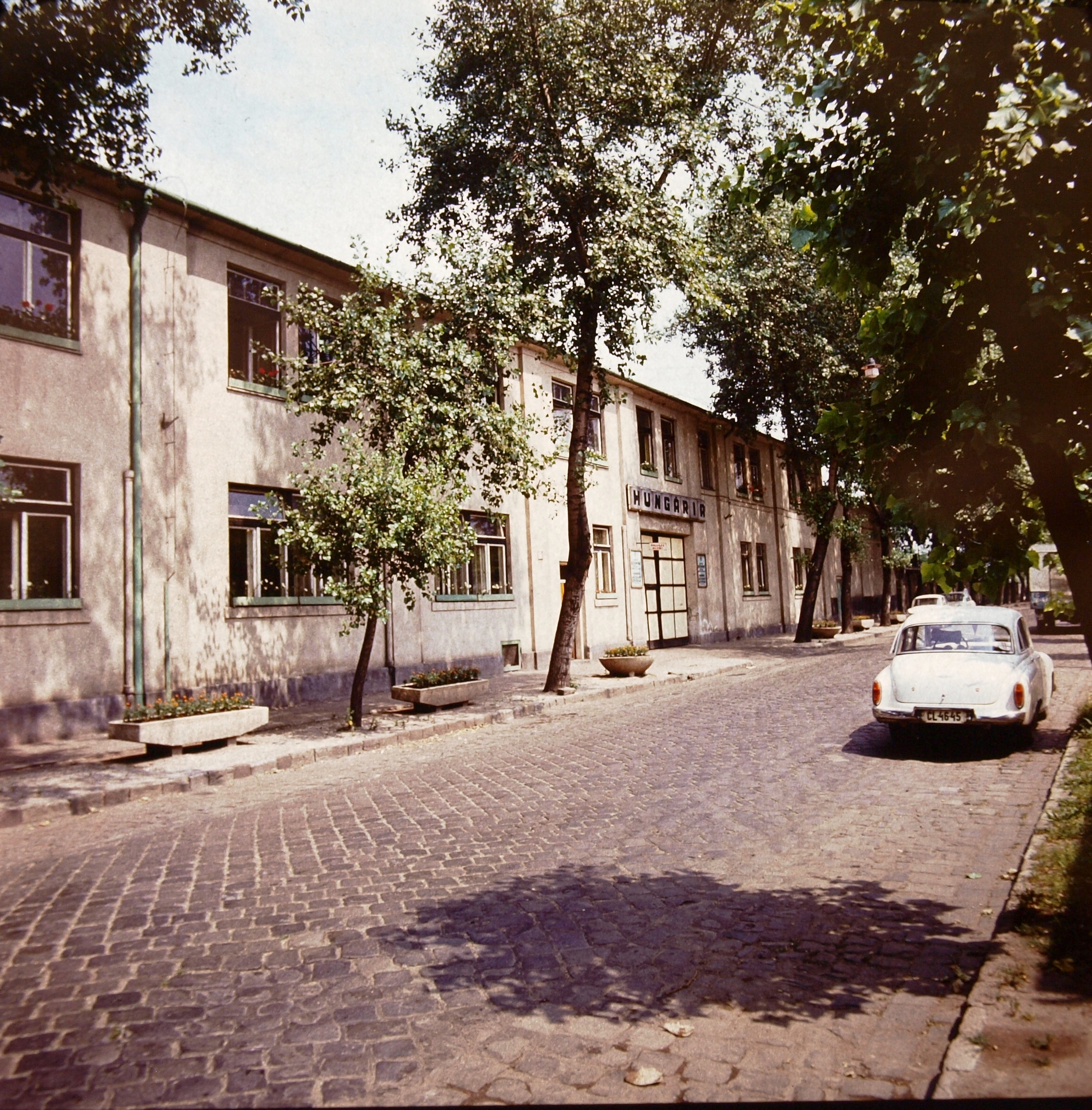
A Hungária-Jacquardszövőgyár telephelye
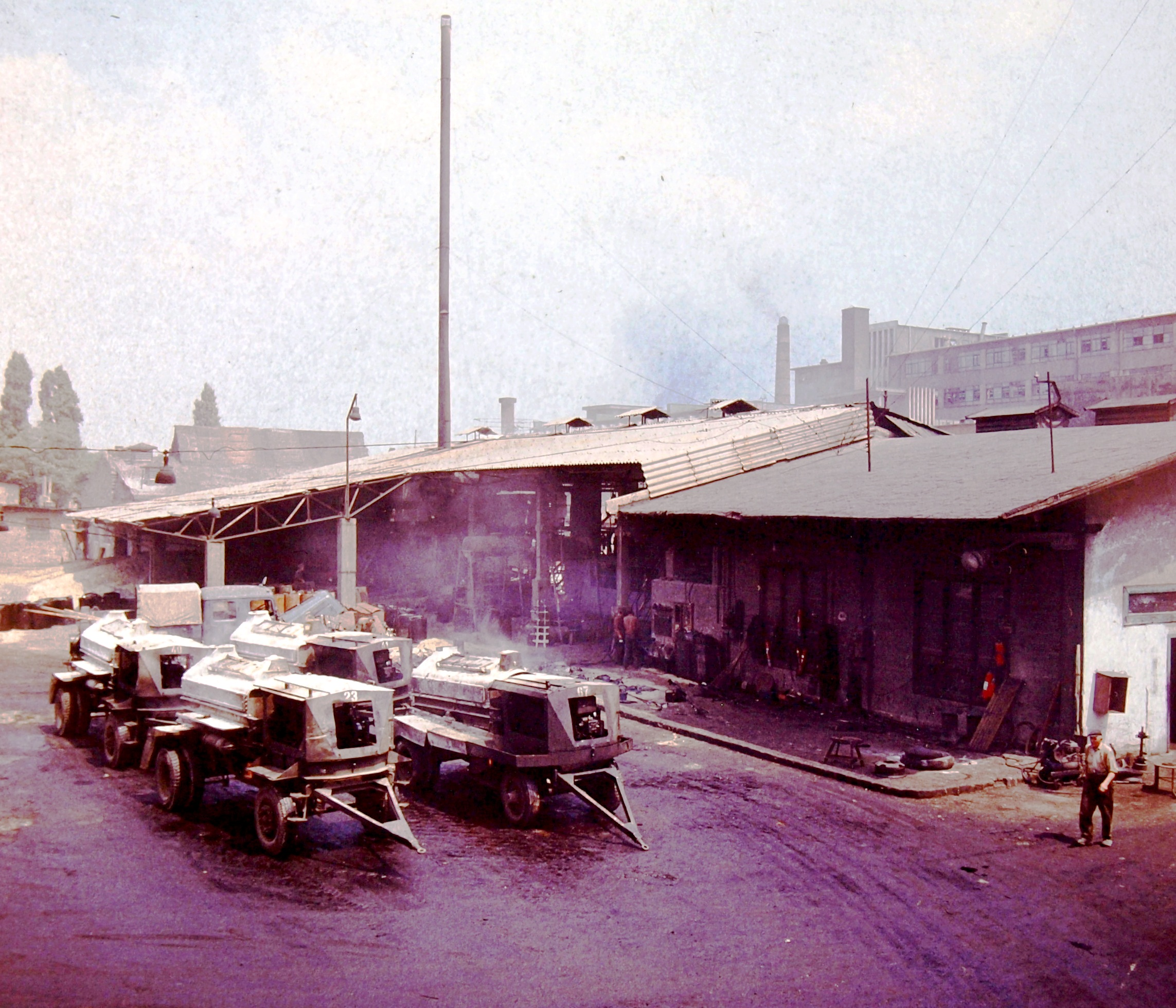
Az Aszfaltútépítő Vállalat (korábban Bihn gyár) széntüzelésű aszfalt utánfutói